# Gröntjärnen (Nyhems socken, Jämtland)
Gröntjärnen är en sjö i Bräcke kommun i Jämtland och ingår i Ljungans huvudavrinningsområde.